# Philip Henry Delamotte
Pour les articles homonymes, voir Delamotte.
Philip Henry Delamotte, né le 21 avril 1821 et mort le 24 février 1889, est un photographe et illustrateur britannique.

## Biographie
Philip Henry Delamotte naît au Royal Military College de Sandhurst, fils de Mary et du peintre et graveur William Alfred Delamotte (en).
Il est célèbre pour ses clichés photographiques du Crystal Palace réalisés en 1854. Il devient ensuite professeur de dessin et d'art au King's College de Londres.
Le 4 août 1846, il épouse à Paddington Ellen Maria George, une fille de fermier. Le couple a un fils et cinq filles, dont la quatrième, Constance George, a épousé Henry Charles Bond en 1887.
Il meurt chez son beau-fils Henry Bond le 24 février 1889 à Bromley.